# Pallacanestro 3x3 femminile ai I Giochi europei
Le gare del torneo di pallacanestro 3x3 femminile ai I Giochi europei si sono svolte dal 23 al 26 giugno 2015 alla Basketball Arena di Baku.
Come già ai Giochi olimpici giovanili, i tornei si sono tenuti nel formato 3 contro 3.

## Classifica
| Pos.    | Team        | Formazione                                                                    |
| ------- | ----------- | ----------------------------------------------------------------------------- |
| Oro     | Russia      | Russia 3×37 Petrušina, 8 Vidmer, 9 Čerepanova, 18 Leškovceva, All. -          |
| Argento | Ucraina     | Ucraina 3×38 Macko, 10 Mazničenko, 13 Zaryc'ka, 15 Pazyuk, All. -             |
| Bronzo  | Spagna      | Spagna 3×35 Montenegro, 8 Gómez, 11 Gimeno, 23 Zanoguera, All. -              |
| 4.      | Slovenia    | Slovenia 3×34 Zdolšek, 12 Žibert, 14 Ljubenović, 22 Piršič, All. -            |
| 5.      | Svizzera    | Svizzera 3×38 Kershaw, 9 Giroud, 10 Rol, 11 Studer, All. -                    |
| 6.      | Azerbaigian | Azerbaigian 3×37 Deniskina, 8 Ulyanova, 13 Henry, 15 Hayes, All. -            |
| 7.      | Grecia      | Grecia 3×36 Spatharou, 9 Stauridou, 13 Kosma, 15 Karampatsa, All. -           |
| 8.      | Irlanda     | Irlanda 3×37 N. Dwyer, 9 G. Dwyer, 10 Maguire, 11 O'Reilly, All. -            |
| 9.      | Rep. Ceca   | Rep. Ceca 3×35 Vlková, 6 Zavázalová, 7 Stehlíková, 8 Vorlová, All. -          |
| 10.     | Romania     | Romania 3×31 Șipoș, 2 Mărginean, 3 Haas, 4 Ursu, All. -                       |
| 11.     | Lituania    | Lituania 3×37 Tarasevičiūtė, 8 Liutkutė, 11 Alminaitė, 22 Balčiūnaitė, All. - |
| 12.     | Belgio      | Belgio 3×38 Strubbe, 10 Ben Abdelkader, 11 Leemans, 12 Wauters, All. -        |
| 13.     | Paesi Bassi | Paesi Bassi 3×31 Gosschalk, 2 Beld, 3 Kuijt, 4 Heinen, All. -                 |
| 14.     | Slovacchia  | Slovacchia 3×34 Riecka, 5 Baburová, 6 Pribulová, 7 Mračnová, All. -           |
| 15.     | Turchia     | Turchia 3×34 Demırkol\|, 5 Tulgar, 21 Fırat, 22 Aşkın, All. -                 |
| 16.     | Israele     | Israele 3×34 Shalom, 5 Pelleg, 6 Isseroff, 8 Gutin, All. -                    |